# Chiến tranh du kích

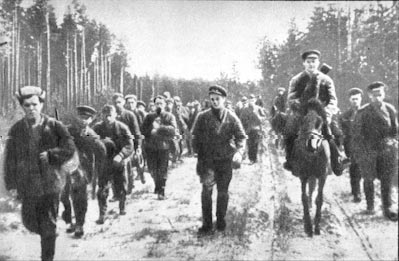
Du kích Liên Xô trên đường ở Belarus, trong cuộc phản công năm 1944.

Chiến tranh du kích là một loại hình chiến tranh phi đối xứng thường được phe, nhóm quân sự nhỏ và yếu hơn, dễ ẩn nấp hơn áp dụng đối với kẻ thù lớn mạnh hơn nhưng khó ẩn nấp hơn. Lối đánh du kích bao gồm các cuộc phục kích, phá hoại, đánh bất ngờ, chớp nhoáng và rút lui nhanh. Mục tiêu của các cuộc tấn công du kích là những nơi kẻ thù lơi lỏng phòng bị hoặc dễ bị tấn công.

## Ngữ nghĩa
Du kích là từ Hán-Việt; "kích" là một danh từ chỉ một loại vũ khí (giống như cây thương), động từ là tấn công, đánh; "du" là từ nơi này sang nơi khác. "Du kích" là thuật ngữ chỉ lối đánh lúc thì chỗ này lúc thì chỗ khác, không thể đoán định được. Chiến tranh du kích là loại chiến tranh sử dụng lối đánh du kích như chiến thuật phổ biến và chủ yếu.
Trong tiếng Anh, chiến tranh du kích là Guerrilla warfare, một cụm từ có gốc tiếng Tây Ban Nha, "du kích" (guerrilla) là hình thức nhỏ bé của chiến tranh (guerra). Thuật ngữ này trở nên phổ biến trong Chiến tranh Bán đảo đầu thế kỷ 19, khi người Tây Ban Nha nổi dậy chống lại quân đội xâm lược của Napoléon, họ sử dụng chiến lược du kích.

## Lịch sử chiến tranh du kích
Chiến tranh du kích là một loại chiến tranh phi đối xứng: là cuộc chiến giữa các đối thủ có sức mạnh không cân bằng. Nó cũng là một loại chiến tranh bất thường: nó nhằm mục đích không chỉ đơn giản là để câu giờ hay phá hoại kẻ thù, mà còn để giành chiến thắng hỗ trợ việc mở rộng và tăng ảnh hưởng chính trị. Theo đó, chiến lược du kích nhằm mục đích gia tăng từng bước quy mô lực lượng, từ nhỏ lên thành một đạo quân lớn. Nếu thành công, chiến tranh du kích sẽ làm suy yếu quân đối phương bằng cách tiêu hao lực lượng theo thời gian dài, cuối cùng buộc quân đối phương phải rút lui.
Trong cuộc Cách mạng Mỹ, quân đội 13 bang thuộc địa (nay là nước Mỹ) chống lại quân đội Anh quốc, quân đội thuộc địa đã dùng chiến thuật này. Dù lực lượng yếu hơn nhưng dưới sự chỉ huy của thủ lĩnh George Washington, họ phát triển chiến tranh du kích ở vùng rừng núi Bắc Mỹ và gây tổn thất lớn cho quân đội Anh. Khi quân Anh đã kiệt sức và chán nản, quân Mỹ tung ra những trận quyết định để đánh bại quân Anh, buộc nước Anh phải công nhận nền độc lập.
Tại cuộc chiến tranh Đông Dương, các lãnh đạo Việt Nam như Hồ Chí Minh, Võ Nguyên Giáp, Chu Văn Tấn đã hoàn thiện và phổ biến chiến tranh du kích, "chiến tranh nhân dân" để chống lại quân Pháp. Đến cuộc chiến tranh Việt Nam, tướng Nguyễn Chí Thanh của quân Giải phóng miền Nam tiếp tục sử dụng chiến lược này để đánh lại quân Mỹ. Khi mà quân đội Hoa Kỳ sử dụng một lực lượng lớn bộ binh, thiết giáp với quy mô lên đến cấp sư đoàn để tiến hành các cuộc tấn công càn quét thì ngược lại, Mặt Trận Dân tộc Giải Phóng Miền Nam Việt Nam dùng các đơn vị bộ binh nhỏ, linh hoạt, trang bị thô sơ để phản kích lại. Chiến lược này khiến quân Mỹ bị sa lầy, thương vong và gánh nặng tài chính ngày càng tăng.
Chiến thuật du kích có nhiệm vụ quấy rối, làm hao mòn sức mạnh, khiến quân địch phải bố trí phân tán và suy yếu dần, trong khi quân ta thì ngày càng có kinh nghiệm chiến đấu hơn và có thời gian tập trung lực lượng. Khi tương quan lực lượng đã thay đổi theo hướng có lợi cho quân ta thì có thể chuyển sang đánh lớn theo lối chính quy để giành thắng lợi quyết định. Ví dụ như Việt Nam sau khi dùng chiến thuật du kích để chống Pháp trong nhiều năm thì đã tập trung 5 sư đoàn chính quy để tiến hành Chiến dịch Điện Biên Phủ, giành thắng lợi quyết định. Đến năm 1968, sau vài năm đánh du kích thì Việt Nam cũng tiến hành giao chiến bằng những lực lượng với quy mô sư đoàn. Sau năm 1970, họ mở các chiến dịch quy mô lớn như Chiến dịch Đường 9 - Khe Sanh để phá được Hàng rào McNamara của quân Mỹ, cuối cùng thì Chiến dịch mùa xuân năm 1975 đã huy động 5 quân đoàn chính quy (tương đương một tập đoàn quân thiếu) để giành thắng lợi quyết định.
Cho tới thời hiện đại, tuy vũ khí đã tân tiến hơn nhiều nhưng chiến tranh du kích vẫn tiếp tục phát huy hiệu quả lớn. Trong cuộc Chiến tranh Afghanistan (2001–2021), quân Mỹ đã huy động các lực lượng quân sự hùng hậu, vậy nhưng mất tới 20 năm mà họ vẫn không chiến thắng được lực lượng du kích Taliban chống Mỹ. Chiến thuật của Taliban là tấn công một khu vực, chiếm giữ cho tới khi đối phương kéo tới thì lại rút lui, rồi sau đó lại tấn công ở một nơi khác, khiến quân Mỹ buộc phải phân tán, chia tách nhỏ lực lượng đối phó. Nếu các lực lượng Mỹ chiếm giữ một khu vực nào đó, họ sẽ phải tiếp viện hàng hóa đến đó, nhưng các đoàn vận tải lại liên tục bị Taliban tấn công khiến cho bất cứ nỗ lực chiếm giữ một địa bàn nào của quân Mỹ cũng chỉ mang tính tạm thời. Bằng các chiến thuận du kích nhỏ lẻ nhưng hiệu quả, Taliban có khả năng tấn công đối phương ngay tại trung tâm Thủ đô Kabul, vốn là địa bàn được bảo vệ nghiêm ngặt nhất bởi các lực lượng quân sự do chính Mỹ đào tạo. Trong trận chiến tại Ghazni năm 2018, mặc dù có nhiều phương tiện trinh sát hiện đại (vệ tinh, UAV trinh sát...) nhưng quân Mỹ vẫn không thể phát hiện được việc Taliban tập hợp lực lượng phát động cuộc tấn công. Kết quả là dù chiếm giữ được các thành phố lớn nhưng quân Mỹ lại không thể kiểm soát các vùng nông thôn Afghanistan, và cũng không thể đánh diệt được Taliban. Theo một quan chức tình báo Mỹ, nếu Washington rút quân khỏi Afghanistan thì "Kabul và chính quyền do Mỹ dựng nên sẽ khó có thể tồn tại quá một tuần". Và quả thực là như vậy, sau 20 năm sa lầy, quân Mỹ đã rút khỏi Afghanistan vào giữa năm 2021. Quân Taliban phát động tấn công toàn diện, lật đổ chính phủ Afghanistan thân Mỹ chỉ sau 3 tháng và giành thắng lợi quyết định cho toàn cuộc chiến. Cùng với chiến tranh Việt Nam, đây là lần thứ 2 mà Mỹ phải chịu thất bại trong một cuộc chiến, cũng chủ yếu bởi chiến tranh du kích của đối phương.

## Chiến thuật
Về chiến thuật, du kích thường tránh đối đầu với các đơn vị lớn của quân đối phương, nhưng tìm kiếm và tấn công các nhóm nhỏ nhân lực và tài nguyên của đối phương để dần dần làm cạn kiệt lực lượng đối phương trong khi giảm thiểu thiệt hại của chính họ. Quân du kích cơ động, bí mật, bất ngờ, tổ chức trong các đơn vị nhỏ và tận dụng lợi thế của địa hình, vốn là điều khó khăn cho các đơn vị lớn hơn để tác chiến.
Chiến tranh du kích có tác dụng chiến lược to lớn trong việc tiêu hao, tiêu diệt từng bộ phận nhỏ quân địch, "góp gió thành bão", gây cho địch những tổn thất và khó khăn nghiêm trọng; góp phần kiềm chế, phân tán lực lượng địch, làm địch bị bao vây, chia cắt ở khắp nơi, tạo ra thế chiến lược có lợi cho quân ta. Mục đích của du kích chiến không phải là đánh lớn thắng to, mà là tỉa dần quân địch, đánh quấy rối liên tục, làm cho quân địch hoang mang lo sợ liên tục, ăn không ngon ngủ không yên, bị hao mòn về tinh thần và vật chất rồi đi đến chỗ bị tiêu diệt.
Tháng 1/1944, Hồ Chí Minh chỉ đạo, hướng dẫn biên soạn bài giảng để đào tạo cán bộ, về sau in thành tác phẩm "Con đường giải phóng". Tác phẩm chỉ rõ "du kích là một cách chiến tranh của dân chúng dùng khí giới ít và kém chống với đế quốc có khí giới tốt và nhiều". Đặt vấn đề "lý do nào đã sinh ra chiến tranh du kích", Hồ Chí Minh trả lời: 
"Trước hết là do chủ nghĩa yêu nước, tình cảm đối với Tổ quốc. Sau đó là lòng căm thù mạnh mẽ đối với bọn xâm lược dã man... Nhìn thấy cảnh nhà bị đốt cháy, ruộng vườn bị phá hoại, vợ bị hãm hiếp, cha mẹ bị giết chết, các con bị thiêu sống... Cảnh tượng đó không phải đã dồn nông dân Việt Nam tới một nỗi thất vọng tiêu cực, mà một ham muốn trả thù cho những người thân, tới lòng can đảm lẫm liệt trong chiến đấu"
Trong tác phẩm "Cách đánh du kích" (1944), Hồ Chí Minh nêu lên 4 mưu mẹo lớn trong đánh du kích: "1) Tránh chỗ mạnh đánh chỗ yếu, náo phía đông đánh phía tây. 2) Tránh trận gay go, không cần sống chết giữ đất. 3) Hoá chỉnh vi linh, hoá linh vi chỉnh (nghĩa là phân tán - tập trung linh hoạt tùy theo tình hình). 4) Mình yên đánh địch động, mình khoẻ đánh quân thù mệt".
Hồ Chí Minh nhấn mạnh: "Du kích tổ chức khéo thì toàn dân gái trai già trẻ, sĩ nông công thương, ai cũng có thể tham gia. Người thì lo đánh giặc, người thì lo tiếp tế, tình báo, liên lạc, tuyên truyền mọi người đều có dịp phụng sự Tổ quốc". Trong bài "Chiến lược của quân ta và của quân Pháp" (13-12- 1946), Hồ Chí Minh viết: 
"Về phương pháp tác chiến, chúng ta áp dụng vận động chiến song song với du kích chiến. Vận động chiến có mục đích trừ diệt một số lớn địch quân. Còn du kích chiến là huy động dân quân ở địa phương vừa quấy rối, vừa làm hao mòn lực lượng của chúng... Để thực hiện du kích chiến, chúng ta tổ chức ra đội cảm tử, đội phá hoại, đội đánh úp, đội đánh mai phục, đội cướp lương thực, súng đạn, đội trinh sát. Kế hoạch tiêu thổ vườn không nhà trống, kế hoạch bất hợp tác phải được đem áp dụng một cách triệt để. Trong thành phố, ngoài những hầm hố, những chướng ngại vật, chúng ta phải biến mỗi nhà thành một ổ kháng chiến, phải đo đường hầm thông từ phố nọ sang phố kia. Trên các ngả đường quan lộ đã đành đắp nhiều ụ đất làm chướng ngại vật, nhưng trên mặt đường còn phải đặt nhiều địa lôi, nhất là ở những chỗ có cầu cống... Chúng ta phải dùng đủ mọi phương pháp để cản trở quân địch, địch đến một chỗ nào cũng không thể tiến quân được. Để kháng chiến lâu dài, mỗi làng ngay từ bây giờ phải biến ra một thành luỹ kháng chiến"
Tổ chức du kích phải dựa trên cơ sở quần chúng. Muốn đánh du kích "cần phải có dân chúng tham gia và giúp sức. Du kích như cá, dân chúng như nước, cá không có nước thì cá chết, du kích không có dân thì du kích chết". Các chiến sỹ du kích cũng phải có sự tin tưởng vào lực lượng của mình và có một niềm tin kiên định vào thắng lợi cuối cùng, không sợ các vũ khí chiến tranh hiện đại của kẻ địch.
Hồ Chí Minh viết thư gửi đồng bào toàn quốc (5-3-1947) có viết: "Địch càng rải ra nhiều nơi thì lực lượng địch càng mỏng manh. Ta càng sẵn cơ hội mà đánh du kích để tiêu diệt nó dần dần, để đi đến thắng lợi cuối cùng... Được tổ chức tốt, chiến tranh du kích là một sức mạnh không thể đánh bại chống bọn xâm lược nước ngoài... Cùng lúc bị tấn công ở sau lưng bởi chiến tranh du kích và ở ngoài mặt trận bởi quân đội nhân dân, thế là bọn xâm lược Pháp sẽ bị đánh bại"
Đầu năm 1951 Hồ Chí Minh viết bài "Đẩy mạnh chiến tranh du kích", nêu nguyên tắc đánh giặc là "biết địch, biết ta, trăm trận trăm thắng", "Tinh thần binh sĩ giặc rất kém, giặc tập trung chỗ này thì sơ hở chỗ khác, ta nhằm đúng chỗ yếu của giặc mà đánh thì nhất định thắng". "Ta biết rõ giặc, giặc không rõ ta. Đi nhẹ không tăm, về lặng không tiếng, tiến nhanh như gió, thoái kín như đêm, phục giặc không biết, đánh giặc không ngờ"

## Phương pháp
Trà trộn, ẩn nấp kín đáo trong bộ phận dân cư lớn, ngụy trang dân thường. Cách thức của họ chủ yếu gồm:
- Phá hủy cơ sở hạ tầng: cầu, đường, nhà kho,...
- Thuyết phục và tuyên truyền.
- Ám sát các lãnh đạo chính trị, quân sự.
- Trinh sát.
- Phục kích.
- Đánh và chạy.
- Bắn tỉa.
- Đánh ban đêm.

## Đặc điểm
Chiến tranh du kích là loại hình chiến tranh mang các đặc điểm:
_Các đơn vị du kích quy mô nhỏ và cơ động
_Chiến tranh tiêu hao
_Cường độ chiến tranh thấp
_Không có chiến tuyến rõ ràng

## Các tác phẩm về Chiến tranh du kích
1. Chiến tranh du kích (Manual de Guerra de Guerrillas) của Matías Ramón Mella, viết vào thế kỷ 19.
2. Chiến tranh du kích của Lenin, xuất bản năm 1906.
3. Về trường kỳ kháng chiến (论游击战) của Mao Trạch Đông, phát hành năm 1937.
4. Cách đánh du kích của Hồ Chí Minh, viết năm 1944.
5. Chiến tranh du kích của Che Guevara.

## Chiến tranh du kích trên không
"Chiến tranh du kích trên không" là loại hình chiến tranh du kích thực thi bởi lực lượng không quân và diễn ra trên không trung, cụm từ được đề cập trong tác phẩm Global Air Power của tác giả John Andreas Olsen xuất bản vào năm 2011 bởi Potomac Books.
Trong thời gian Chiến tranh Việt Nam khi không quân Mỹ tiến hành chiến đấu ở miền Bắc Việt Nam, các cuộc không chiến giữa Không quân Mỹ và không quân Việt Nam Dân chủ Cộng hòa diễn ra, các phi đội MIG đã thực hiện các cuộc tấn công nhanh vào đội hình của Mỹ từ nhiều hướng (MiG-17 thường thực hiện các cuộc tấn công trực diện và trong khi MiG-21 tấn công từ phía sau). Chiến thuật tấn công này gây áp lực khiến máy bay Mỹ như F-105 phải thả bom sớm, MiG không chờ bị tấn công trả đũa mà nhanh chóng rút lui. "Chiến tranh du kích trên không" được đánh giá là thành công.